# Брукфилд (Висконсин)
Брукфилд (енгл. Brookfield) град је у америчкој савезној држави Висконсин.

## Демографија
По попису из 2010. године број становника је 37.920, што је 729 (-1,9%) становника мање него 2000. године.
| Група             | 2000.          | 2010.          |
| Белци             | 36.051 (93,3%) | 33.522 (88,4%) |
| Афроамериканци    | 321 (0,8%)     | 460 (1,2%)     |
| Азијати           | 1.479 (3,8%)   | 2.538 (6,7%)   |
| Хиспаноамериканци | 453 (1,2%)     | 853 (2,2%)     |
| Укупно            | 38.649         | 37.920         |